# Éric-Emmanuel Schmitt

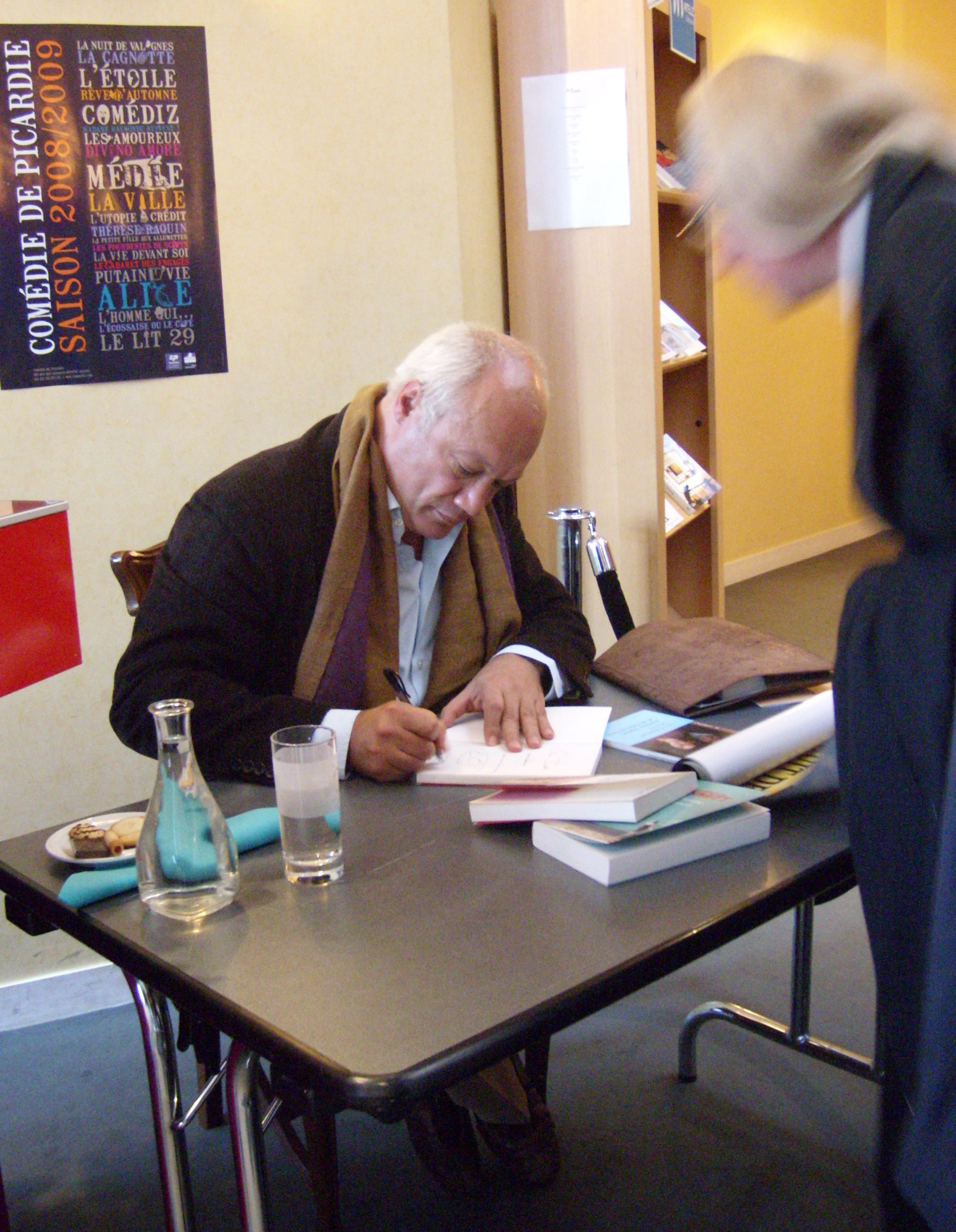
Éric-Emmanuel Schmitt

Eric-Emmanuel Schmitt (n. 28 martie 1960, Sainte-Foy-lès-Lyon, Rhône-Alpes, Franța) este un dramaturg, prozator și romancier franco–belgian, precum și regizor de film. Piesele lui au fost reprezentate în peste cincizeci de țări din întreaga lume.

## Biografie

### Primii ani
Părinții lui Eric-Emmanuel Schmitt au fost profesori de educație fizică și sport, iar tatăl său a devenit mai târziu kinetoterapeut si maseur într-un spital de pediatrie. El a fost, de asemenea, campion de box al Franței, în timp ce mama lui a fost o alergătoare medaliată. Bunicul lui a fost meșter bijutier dar și un mare om
Ediția „Classiques & Contemporains” a piesei La Nuit de Valognes îl prezintă pe Schmitt ca un adolescent rebel care detesta să fie educat și era uneori predispus la izbucniri violente. Potrivit lui Schmitt, aceasta a fost totuși filozofia care l-a salvat și l-a învățat să fie el însuși și să simtă că era liber. Într-o zi, mama lui l-a dus la Théâtre des Célestins pentru a vedea un spectacol cu piesa Cyrano de Bergerac de Edmond Rostand, în care rolul titular era interpretat de Jean Marais. Băiatul a fost mișcat până la lacrimi și a devenit pasionat de teatru. După spectacol, i-a spus mamei sale că voia să „fie ca omul de pe afiș”; mama lui a crezut că voia să fie actor ca Jean Marais, dar el a răspuns: „Nu!” și a citit numele de pe afiș „Edmond Rostand”. Apoi a început să scrie. Mai târziu, el a spus: „La vârsta de șaisprezece ani, mi-am dat seama (sau m-am hotărât) că eram un scriitor și am scris, produs și jucat la liceu în primele mele piese”. Pentru a-și îmbunătăți stilul a început să pastișeze și să rescrie cu zel piese de teatru, mai ales cele scrise de Molière.

### Educație
După studii la Lycée du Parc care-i pregăteau pe elevi pentru universitățile de elită ale Franței, Schmitt a trecut examenul de admitere la École normale supérieure. A studiat acolo între 1980 și 1985, obținând calificarea de profesor de filosofie (agrégé de philosophie). În 1987 a obținut titlul de doctor în filozofie cu teza „Diderot și metafizica” susținută la Paris-Sorbonne și publicată în 1997 sub titlul „Diderot sau filosofia seducției”.
El a locuit la Bruxelles din 2002 și a obținut cetățenia belgiană în 2008.

## Cariera
A predat la Lycée militaire de Saint-Cyr în timpul serviciului militar,  apoi timp de doi ani la universitatea din Besançon ca asistent și în continuare, un an la un liceu din Cherbourg. Este promovat conferențiar la universitatea din Chambery, unde predă timp de patru ani. Succesul din Franța, în 1994, cu piesa sa de teatru Le Visiteur (pentru care i s-au decernat 3 premii ale Asociației Molière), dar și pe plan internațional, l-a determinat să părăsească universitatea și să se consacre în întregime scrisului.

## Lucrări

### Romane
- The Sect of the Egoists ("La Secte des égoïstes", 1994)
- The Gospel According to Pilate ("L'Évangile selon Pilate", 2000), Griland prix des lectrices de Elle
- The Alternative Hypothesis ("La part de l'autre", 2001)
- When I Was a Work of Art ("Lorsque j'étais une oeuvre d'art", 2002)
- My Life with Mozart ("Ma vie avec Mozart", 2005)
- Ulysses from Baghdad ("Ulysse from Bagdad", 2008)
- ("La Femme au miroir", 2011)
- ("Les Perroquets de la place d'Arezzo", 2013)
- ("L'Élixir d'amour", 2014)
- ("Le poison d'amour", 2014)
- ("La nuit de feu", 2015)

The Cycle of the Invisible („Le Cycle de l'invisible”)
- Milarepa ("Milarepa", 1997)
- Monsieur Ibrahim and the Flowers of the Koran ("Monsieur Ibrahim et les fleurs du Coran", 2001)
- Oscar și Tanti Roz (Oscar et la Dame rose, 2002)
- Noah's Child ("L'enfant de Noé", 2003)
- The Sumo Wrestler Who Could Not Gain Weight ("Le Sumo qui ne pouvait pas grossir", 2009)
- Ten Children Ms. Ming Never Had ("Les Dix Enfants que madame Ming n'a jamais eus", 2012)
- Madame Pylinska et le Secret de Chopin (Doamna Pylinska și secretul lui Chopin), (2018)
- Félix et la Source invisible (Félix și izvorul invizibil), (2019)

### Povestiri
- The Most Beautiful Book in the World ("Odette Toulemonde et autres histoires", 2006)
- The Woman with the Booklet ("La Rêveuse d'Ostende", 2007)
- Concerto in Memory of an Angel ("Concerto à la mémoire d'un ange, 2010)
- Two Gentlemen of Brussels ("Les Deux Messieurs de Bruxelles, 2012)
- Invisible Love (2014)

### Autobiografie
- My Life with Mozart ("Ma vie avec Mozart", 2005)

### Eseuri
- Diderot or the Philosophy of Seduction ("Diderot ou la philosophie de la séduction", 1997)

### Piese de teatru
- Don Juan on Trial ("La nuit de Valognes", 1991)
- The Visitor ("Le Visiteur", 1993)
- Golden Joe ("Golden Joe", 1995)
- Enigma Variations ("Variations Énigmatiques", 1996)
- The Libertine ("Le Libertin", 1997)
- Frederick or the Crime Boulevard ("Frédérick ou le Boulevard du Crime", 1998)
- The Devil's School ("L'École du diable", 1999)
- Hotelul dintre lumi ("Hôtel des deux mondes", 1999)
- The Gag ("Le Bâillon", 2000)
- One Thousand and One Days ("Mille et un jours", 2001)
- Partners in crime ("Petits crimes conjugaux", 2004)
- Sentimental Tectonics ("La tectonique des sentiments", 2008)
- ("Le Bossu", Cocoșatul, 2008) -- după un roman de Paul Féval tatăl
- ("Milady", 2010)
- ("Kiki van Beethoven", 2010)
- ("Le Journal d'Anne Frank", 2012) -- după Jurnalul Annei Frank
- ("Un homme trop facile", 2013)
- ("The Guitrys", 2013)
- ("La trahison d'Einstein", 2014)
- ("Georges et Georges", 2014)
- ("Si on recommençait", 2014)
- ("Le joueur d'échecs", 2014) -- după Jucătorul de șah de Stefan Zweig
- ("L'Élixir d'amour, 2015)
- ("Hibernatus, 2015)
- ("Vingt-quatres heures de la vie d'une femme, 2015) -- după Twenty-Four Hours in the Life of a Woman de Stefan Zweig
- ("Libres sont les papillons, 2016) -- după Butterflies are Free de Leonard Gershe

### Traduceri de opere
- Les Noces de Figaro
- Don Giovanni

## Prezența în România și opere traduse în limba română
În octombrie 2023, Eric-Emmanuel Schmitt este prezent la Iași, în cadrul Festivalului Internațional de Literatură și Traducere (FILIT). și la București, la Festivalului Național de Teatru (FNT) .
- Oscar și Tanti Roz, Editura Humanitas Fiction, ISBN 9786067799712
- Poveștile bufniței. Elefantul care nu respectă nimic, Editura Humanitas Junior, 2023, ISBN 9789735080822
- Poarta cerului. Strabatand secolele, volumul II, traducător Doru Mares, Editura Humanitas Fiction, 2023, ISBN 9786060971801
- Concert în memoria unui înger, Editura Humanitas Fiction, traducere de Simona Brinzaru, 2023, ISBN 9786060972402
- Cea mai frumoasă carte din lume și alte povestiri, Editura Humanitas Fiction, traducator Ileana Cantuniari, 2023, ISBN 9786060973119
- Poveștile bufnitei. Insula Libertății, Editura Humanitas, traducere de Oana Dobosi, 2022, ISBN 9789735076832
- Poveștile bufnitei. Pisoiul care se temea de orice, Editura Humanitas Junior, traducere de Iustina Croitoru, 2022, ISBN 9789735074319
- Paradisuri pierdute. Străbătând secolele, volumul I, Editura Humanitas Fiction, traducere de Doru Mares, 2022, 2023, ISBN 9786067799729
- Jurnalul unei iubiri pierdute, Editura Humanitas Fiction, traducere de Doru Mares, 2021, ISBN 9786067797671
- Felix și izvorul invizibil, Editura Humanitas Fiction, traducere de Doru Mares, 2020
- Doamna Pylinska și secretul lui Chopin, Editura Humanitas Fiction, traducere de Doru Mares, 2019, ISBN 9786067795783
- Răzbunarea iertării, Editura Humanitas Fiction, traducere de Laurentiu Malomfalean, ISBN 9786060971238
- Cei doi domni din Bruxelles, Editura Humanitas Fiction, 2018, ISBN 9786067793826
- Copilul lui Noe, traducător Ileana Cantuniari, Editura Humanitas Fiction, 2018, ISBN 9786067795806
- Omul care vedea dincolo de chipuri, Editura Humanitas Fiction, 2018, ISBN 9786067793796
- Adolf H. Două vieți, Editura Humanitas Fiction, traducere de Doru Mares, 2017, ISBN 9786067792706
- Noaptea de foc, Editura Humanitas Fiction, traducere de Doru Mares, 2017, ISBN 9786067791037
- Otrava iubirii, Editura Humanitas Fiction, 2016, ISBN 9786067790276
- Femeia în fața oglinzii, Editura Humanitas Fiction, 2015, ISBN 9789736899881
- Elixirul dragostei, Editura Humanitas Fiction, 2015, ISBN 9789736898709
- Evanghelia dupa Pilats, Editura Humanitas Fiction, 2015, ISBN 9789736899898
- Oscar si Tanti Roz, Audiobook, Editura Humanitas Multimedia, 2015, ISBN 9789735048525
- Visatoarea din Ostende, Editura Humanitas Fiction, 2013, ISBN 9789736896613
- Domnul Ibrahim și florile din Coran, Editura Humanitas Fiction, 2013, ISBN 9789736896415
- Milarepa, Editura Humanitas Fiction, 2013, ISBN 9789736895623
- Pe când eram o operă de artă, Editura Humanitas Fiction, 2011, ISBN 9789736894398
- Concert în memoria unui înger, Editura Humanitas Fiction, 2012, ISBN 9789736895012
- Secta egoiștilor, Editura Humanitas Fiction, 2008, ISBN 9789736892783
- Viata mea cu Mozart, Editura Humanitas Fiction, 2007

## Filmografie
- Oscar și Tanti Roz (2009) - scenarist și regizor
- Odette Toulemonde (2006) - scenarist și regizor
- Monsieur Ibrahim (2003)
- The Libertine (2000)

## Legături externe
- Éric-Emmanuel Schmitt la Internet Movie Database
- Wolfe, Graham. "A face Real Apar: Schmitt Enigma Variante ca o Traversare de Fantezie." Mozaic: Un Jurnal pentru Studiul Interdisciplinar de Literatură 46.2 (2013). 147-162.